# Pseudolycoriella japonensis
Pseudolycoriella japonensis är en tvåvingeart som först beskrevs av Werner Mohrig och Menzel 1992.  Pseudolycoriella japonensis ingår i släktet Pseudolycoriella och familjen sorgmyggor. Arten är reproducerande i Sverige. Inga underarter finns listade i Catalogue of Life.